# Nicolas-Constant Cadé
Nicolas-Constant Cadé est un sculpteur français né le 18 avril 1846 à Corcieux (Vosges) et mort le 25 février 1887 à Besançon (Doubs).

## Biographie

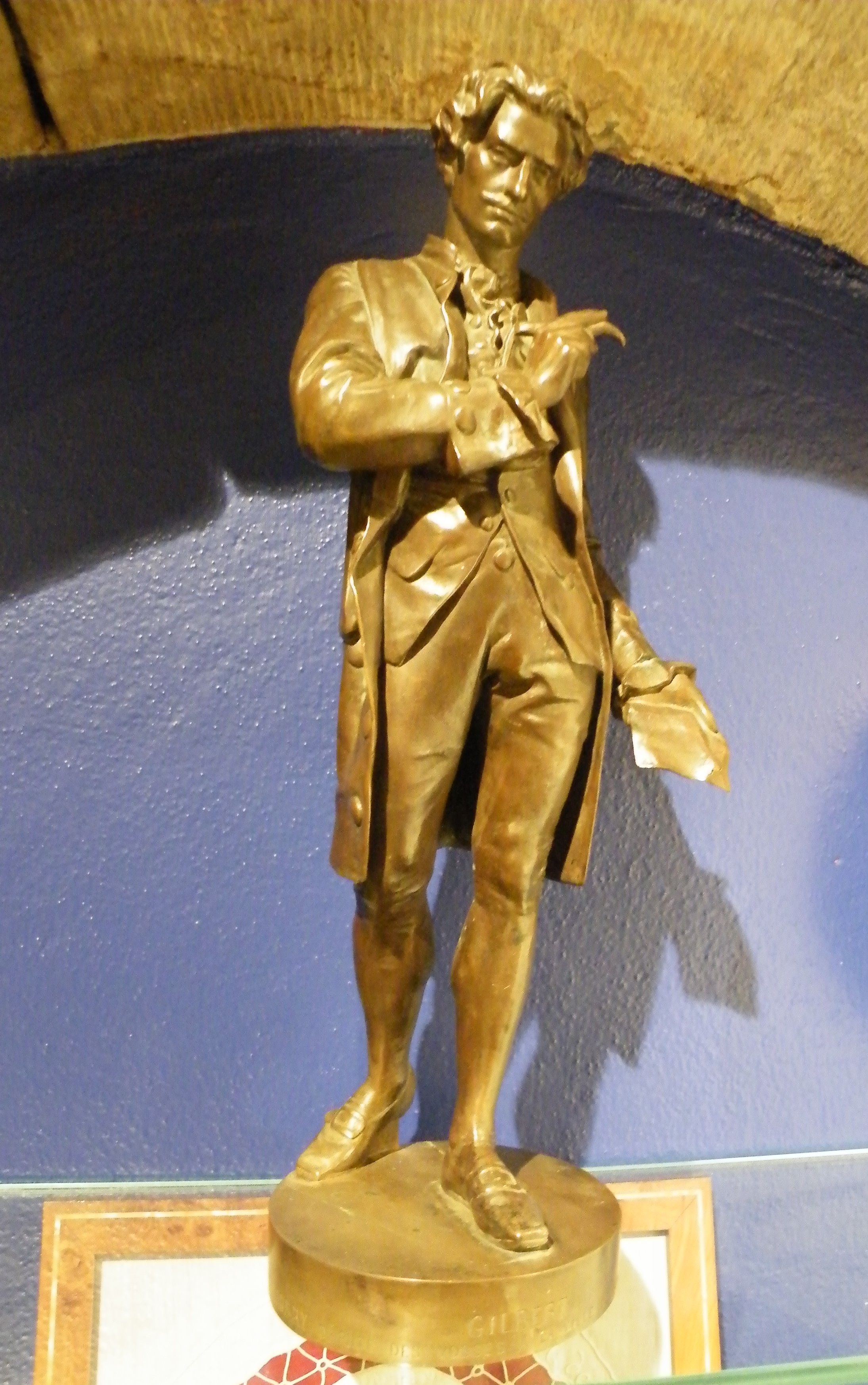
D'après Nicolas-Constant Cadé, Nicolas Gilbert (fonte de 1953), Fontenoy-le-Château, musée de la Broderie.

Nicolas-Constant Cadé voit le jour au lieu-dit Le Champ d'Évraux, un écart de la commune de Corcieux où son père Jean-Baptiste Cadé est maçon.
Il est l'élève de Paul Franceschi à Besançon, puis  d'Auguste Dumont à l'École des beaux-arts de Paris. Il débute au Salon de 1868 et y exposera sans discontinuer — majoritairement des bustes —, jusqu'en 1884. Son atelier parisien se trouve à Montmartre au 5, rue Drevet.
En 1878, il est nommé professeur à l'école des beaux-arts de Besançon, ville où il résidera jusqu'à sa mort.
Sa dernière œuvre, Gladiateur mourant, est conservée au musée des Beaux-Arts de Besançon.
Au musée de la Broderie de Fontenoy-le-Château se trouve la statue du poète Nicolas Gilbert fondue en 1953 d'après une réduction par Barbedienne.